# Below-the-line-Kosten
Below-the-line-Kosten ist ein Fachbegriff aus der Filmgeschäftsführung und beschreibt die Herstellungskosten eines Filmprojektes, ausgenommen der Honorare des kreativ tätigen Personals wie Regie, Drehbuch oder Filmkomposition. Die Below-the-line-Kosten beinhalten somit Kosten für den Filmstab, die Filmtechnik, Filmversicherungen, Platzmiete, Gehälter für Büroangestellte etc.